# Anja Thierolf
Anja Thierolf (* 20. September 1976) ist eine ehemalige deutsche Fußballspielerin.

## Karriere
Thierolf gehörte dem FSV Frankfurt von 1992 bis 1996 in der Gruppe Süd der seinerzeit zweigleisigen Bundesliga an. In ihrer ersten Saison wurde sie im März und April 1993 fünfmal als (vierte und jüngste) Torhüterin eingesetzt (4 S, 1 N – 10:2 Tore); ausgerechnet in ihrem ersten Bundesligaspiel war sie mit ihrer Mannschaft im Heimspiel der SG Praunheim mit 0:2 unterlegen. In der Folgesaison wurde sie viermal im Ligaspielbetrieb berücksichtigt (3 S, 1 U – 21:4 Tore). Im Saisonauftaktspiel am 15. August 1993 beim 9:2-Sieg im Auswärtsspiel gegen den TSV Battenberg beteiligte sie sich mit zwei Toren an diesem Ergebnis. Mit ihrer Mannschaft gewann sie – wenn auch nicht eingesetzt – im Jahr 1995 das Double. Gegen den unterlegenen Pokalfinalisten TSV Siegen spielte sie dann im Wettbewerb um den DFB-Supercup. Die am 5. August 1995 im Düsseldorfer Rheinstadion ausgetragene Begegnung endete mit dem Titelgewinn, Thierolf wurde in der 65. Minute für Claudia Bubenheim beim Stand von 4:0 (zugleich auch Endstand) eingewechselt.

## Erfolge
- Deutscher Meister 1995 (ohne Einsatz)
- DFB-Pokal-Sieger 1995 (ohne Finaleinsatz)
- DFB-Supercup-Sieger 1995 (als Feldspieler)